# Autel des Druides (Murol)
L'Autel des Druides ou Pierre des Druides est une pierre située à  Murol dans le département du Puy-de-Dôme.

## Protection
L'édifice a fait l’objet d’un classement au titre des monuments historiques en 1948.

## Description
L'édifice se présente sous la forme d'une pierre d'origine volcanique longue qui mesure 3,60 m de longueur sur 2,30 m de large. Elle est entourée de deux murs en pierres sèches délimitant une ancienne terrasse de culture. Bien que classée sous le vocable de « table mégalithique », rien ne permet d'affirmer qu'il s'agisse des vestiges d'un monument mégalithique.